# カーク (フリゲート)
| USS Kirk (FF-1087) |                                                                |
| 艦歴               |                                                                |
| 発注               | 1966年8月25日                                                  |
| 起工               | 1970年12月4日                                                  |
| 進水               | 1971年9月25日                                                  |
| 就役               | 1972年9月9日                                                   |
| 退役               | 1993年8月6日                                                   |
| その後             | 中華民国海軍へ移管                                             |
| 除籍               | 1995年1月11日                                                  |
| 性能諸元           |                                                                |
| 排水量             | 基準: 3,068t                                                   |
| 排水量             | 満載: 4,130t                                                   |
| 全長               | 133.5 m (438 ft)                                               |
| 全幅               | 14.33 m (47 ft)                                                |
| 吃水               | 7.62 m (24.75 ft)                                              |
| 機関               | 水管ボイラー (84.4at, 538℃)×2缶                                |
| 機関               | 蒸気タービン (35,000hp)×1基                                    |
| 機関               | スクリュープロペラ×1軸                                         |
| 速力               | 最大: 27ノット以上                                             |
| 航続距離           | 4,500海里 (20ノット巡航時)                                     |
| 乗員               | 士官16名、曹士211名                                            |
| 兵装               | Mk.42 5インチ単装速射砲×1基                                    |
| 兵装               | Mk.15 20mmCIWS×1基 ※BPDMSと交換に後日装備                      |
| 兵装               | シースパローBPDMS 8連装発射機×1基 ※後日装備, 後にCIWSに換装    |
| 兵装               | Mk.16 8連装ミサイル発射機×1基 (アスロックSUM, ハープーンSSM用) |
| 兵装               | Mk.32 mod.9 連装短魚雷発射管×2基                               |
| 艦載機             | QH-50 DASH×2機 ※SH-2 LAMPSヘリコプター×1機に 後日換装          |
| FCS                | Mk.68 砲射撃指揮用                                             |
| FCS                | Mk.114 水中攻撃指揮用                                          |
| センサ             | AN/SPS-40 対空捜索レーダー                                     |
| センサ             | AN/SPS-10 対水上捜索レーダー ※AN/SPS-67に後日換装              |
| センサ             | AN/SQS-26CX 艦首装備ソナー                                     |
| センサ             | AN/SQS-35 可変深度ソナー ※AN/SQR-18戦術曳航ソナーに後日換装    |
| 電子戦             | AN/WLR-1C電波探知装置 ※AN/SLQ-32に後日換装                     |
| 電子戦             | AN/ULQ-6C電波妨害装置 ※AN/SLQ-32への換装と同時に撤去           |
| 電子戦             | Mk.137 6連装デコイ発射機×2基 ※後日装備                         |
| モットー           |                                                                |

カーク (英語: USS Kirk, FF-1087) は、アメリカ海軍のフリゲート。ノックス級フリゲートの1隻。艦名はアラン・グッドリッチ・カーク海軍大将に因む。

## 艦歴
カークはルイジアナ州ウェストウィーゴーのエイボンデール造船所で1970年12月4日に起工する。1971年9月25日に進水し、1972年9月9日に就役した。

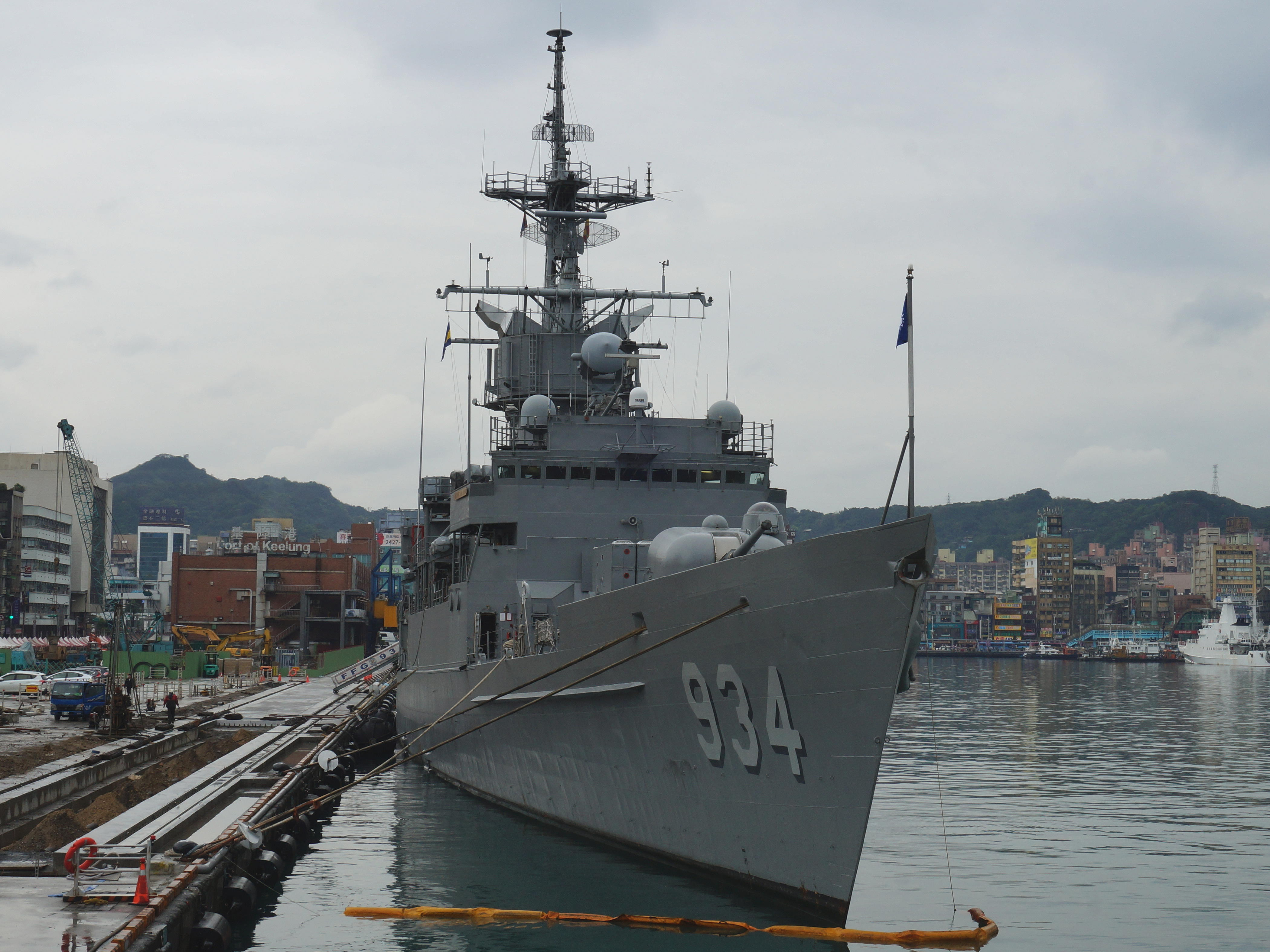
中華民国海軍 汾陽艦

カークは1993年8月6日に退役し、1995年1月11日に除籍された。その後防衛援助計画に基づき中華民国海軍に移管された。中華民国海軍では汾陽 (FFG-934) の艦名で就役し、1999年9月29日によって正式に購入された。